# Celebret

En droit canonique, un celebret est une lettre d'un évêque ou d'un supérieur religieux autorisant un prêtre à célébrer la messe dans un diocèse autre que le sien. Le nom du document vient du latin celebret, qui signifie « qu'il célèbre », car c'est traditionnellement le premier mot du texte.

## Historique
Le concile de Trente, lors de sa 23e session en 1563, décrète que « nul ecclésiastique étranger ne sera reçu non plus par aucun évêque à célébrer les divins mystères, ni à administrer les sacrements, sans lettres de recommandation de son ordinaire ». Cette décision se base sur d'anciens canons contre les prêtres errants. En principe, la permission de célébrer la messe ne devait pas être accordée à un prêtre d’un autre diocèse sans la présentation de ce document signé et scellé. Le sceau offrait la meilleure garantie car il était difficile à falsifier.
Cette réglementation a été reprise dans le Code de droit canonique de 1983, dans la Présentation générale du Missel romain ainsi que dans l'instruction Redemptionis Sacramentum.
Il se présente usuellement comme un document papier, valable un an, signé par la chancellerie du diocèse d'incardination du prêtre ou de son ordre religieux.
Après la publication du rapport de la Commission indépendante sur les abus sexuels dans l'Église en 2021, la Conférence des évêques de France a mis en place un nouveau celebret, similaire à une carte d'identité, muni d'un code QR qui indique si le prêtre est pleinement apte à célébrer les sacrements ou si son ministère est soumis à des restrictions comme l'interdiction de confesser,,.
Il peut arriver que de faux prêtres participent à des célébrations religieuses catholiques, faute d'exiger d'eux la présentation de ce document,.